# Допп, Хайнер
Хайнер Допп (нем. Heiner Dopp, 27 июня 1956, Бад-Дюркхайм, ФРГ) — немецкий хоккеист (хоккей на траве), полевой игрок. Двукратный серебряный призёр летних Олимпийских игр 1984 и 1988 годов, чемпион Европы 1978 года.

## Биография
Хайнер Допп родился 27 июня 1956 года в немецком городе Бад-Дюркхайм.
Окончил технический колледж по специальности винодела.
Начал заниматься хоккеем на траве в 12 лет. Играл за «Дюркхаймер» из Бад-Дюркхайма, «Франкенталь» и «Гейдельберг». Высших результатов на клубном уровне добился в составе «Франкенталя»: трижды был чемпионом ФРГ по хоккею на траве (1979—1980, 1983), пять раз — по индорхоккею (1980—1984), в 1984 году стал обладателем Кубка европейских чемпионов.
В 1975 году дебютировал в составе сборной ФРГ на предолимпийском турнире в Монреале.
В 1976 году вошёл в состав сборной ФРГ по хоккею на траве на Олимпийских играх в Монреале, занявшей 5-е место. Играл в поле, провёл 6 матчей, забил 1 мяч в ворота сборной Испании.
В 1984 году вошёл в состав сборной ФРГ по хоккею на траве на Олимпийских играх в Лос-Анджелесе и завоевал серебряную медаль. Играл в поле, провёл 7 матчей, забил 4 мяча (по два в ворота сборных США и Малайзии).
В 1988 году вошёл в состав сборной ФРГ по хоккею на траве на Олимпийских играх в Сеуле и завоевал серебряную медаль. Играл в поле, провёл 7 матчей, забил 3 мяча (по одному в ворота сборных СССР, Нидерландов и Великобритании).
В 1978 году в Ганновере завоевал золотую медаль чемпионата Европы, в 1983 году в Амстелвене и в 1987 году в Москве — бронзовые медали. В 1982 году на чемпионате мира в Бомбее стал серебряным призёром, в 1986 году в Лондоне — бронзовым.
В индорхоккее стал чемпионом Европы в 1980 году в Цюрихе и в 1984 году в Эдинбурге.
В 1975—1989 годах провёл за сборную ФРГ 286 матчей, в том числе 255 на открытых полях, 31 в помещении. В 1984—1989 годах был капитаном команды. В течение 8 лет оставался рекордсменом сборной по числу игр, пока его достижение не превзошёл Фолькер Фрид.
Удостоен высшей спортивной награды ФРГ — «Серебряного лаврового листа», ордена «За заслуги перед землёй Рейнланд-Пфальц».
По окончании игровой карьеры стал тренером. Возглавлял «Дюркхаймер», выиграв с ним чемпионат Германии и Кубок европейских чемпионов. Работал с юношескими командами, работал в спортивных органах Рейнланд-Пфальца. В 2006 году стал чемпионом мира среди ветеранов.
В 1999—2019 годах был бургомистром Меккенхайма.